# Schildkröt
Schildkröt, Schildkröt-Puppen und Spielwaren GmbH, med säte i Raunstein i Thüringen i Tyskland, är ett företag som producerar leksaksdockor sedan 1896.
Schildkröt-Puppen, före detta Rheinische Gummi- und Celluloidfabrik, grundades 1873 i Mannheim. Varumärket är en sköldpadda (Schildkröte) i en romb. 1896 producerade man sin första docka i det nya plastmaterialet celluloid. Celluloid var tvättbart, färgäkta och hygieniskt, men också mycket brandfarligt. Schildkröt är världens äldsta företag för framställning av dockor med oavbruten produktion alltsedan 1896.
Schildkröt producerar idag Klassik Kollektion i en begränsad upplaga. Dessa dockor är nya upplagor av klassiska förebilder så som Hans, Bärbel, Inge, Erika och Christel. Materialet är inte längre celluloid utan det icke brännbara plastmaterialet tortulon.